# Paolo Antonio Pisoni

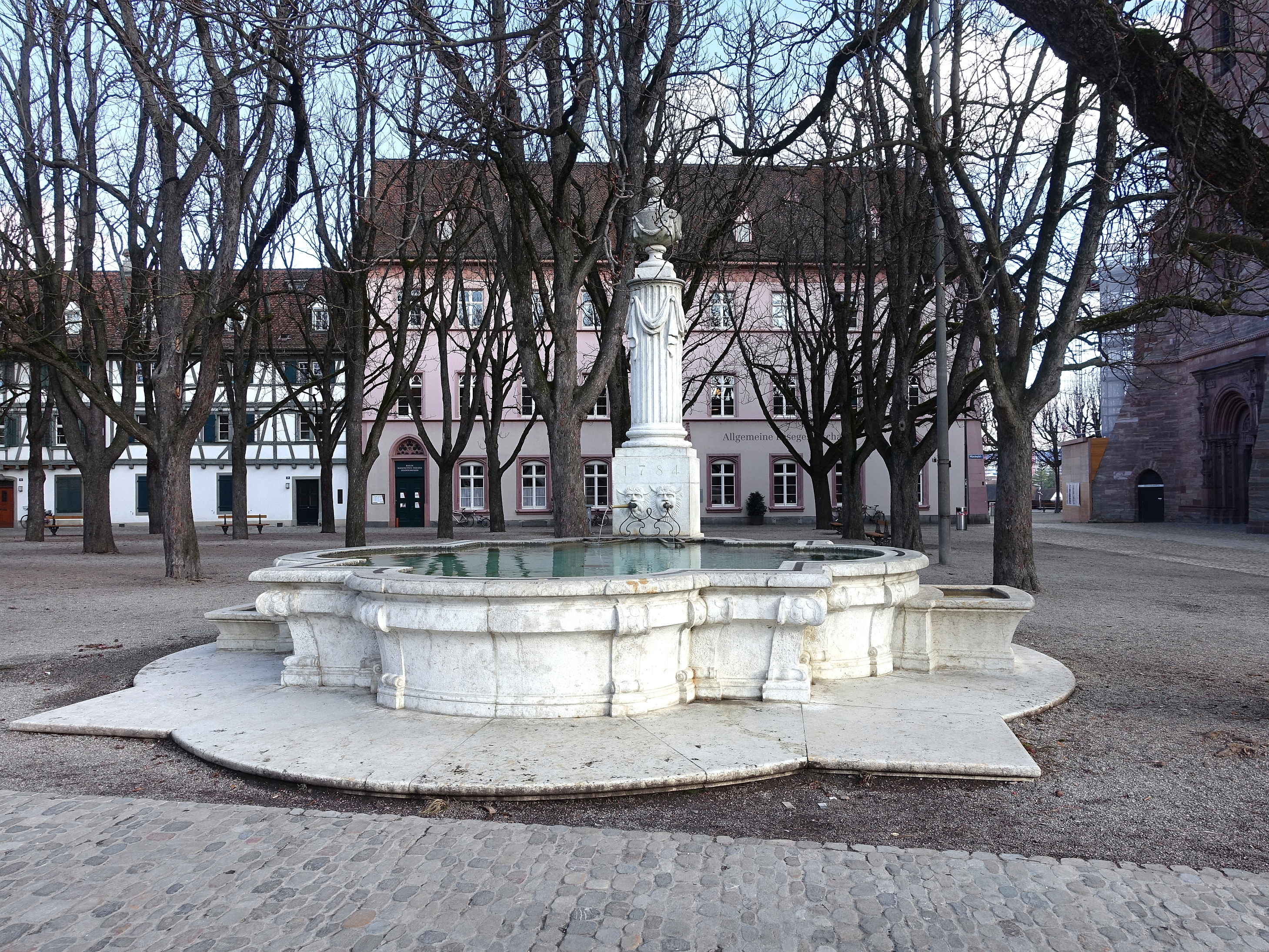
Pisoni-Brunnen auf dem Münsterplatz von Basel

Paolo Antonio Pisoni (* 7. November 1738 in Ascona; † 7. November 1804 in Solothurn) war ein Schweizer Architekt.

## Werdegang
Als Schüler seines Onkels Gaetano Matteo Pisoni half er diesem 1763 bis 1770 beim Bau der Solothurner St. Ursenkathedrale. Nachdem die beiden zunächst aus Spargründen entlassen worden waren, wurde er 1772 wieder zurückberufen und vollendete die Kirche bis 1790. Daneben und danach schuf er als Solothurner Kantonsbaumeister zahlreiche öffentliche Bauten. Als Kantonsbaumeister leitete er Um- und Neubauten von Privathäusern, Kapellen, Brücken, Strassen, zahlreichen Pfarrhäusern und Gasthöfen.
Er liegt in der St. Martins-Kirche von Zuchwil begraben.

## Werke
- Gasthof zum Kreuz in Kriegstetten (1774),
- Kapitelhaus des St. Ursenstifts in Solothurn (1770)
- Kapelle St. Katharinen in Solothurn (1773)
- Erweiterung des alten Bürgerspitals in Solothurn (ab 1784)
- Pisonibrunnen auf dem Münsterplatz (1788) in Basel.